# Суам на маїс
Суам на маїс (Suam na mais) — це філіппінський кукурудзяний суп з листовими овочами (наприклад, морінга, гірка диня або листя шпинату Малабар) та свининою та/або креветками. Походить з провінції Пампанга. Він також відомий як ginisang mais на тагальській мові та sinabawang mais на вісайських мовах. Його подають гарячим, зазвичай під час сезону дощів.